# Anders Widmark
Anders Widmark (* 25. November 1963 in Uppsala; † 26. November 2024 ebenda) war ein schwedischer Jazzmusiker (Piano, Komposition).

## Wirken
Widmark, der im Alter von sieben Jahren mit dem Klavierspielen und Improvisieren auf diesem Instrument begann, absolvierte seine Ausbildung an der Königlichen Musikhochschule Stockholm im Jahr 1986. Als einer der ersten in Schweden, begann er 1990 Jazz mit Hip-Hop und Acid Jazz zu fusionieren. Er spielte mit Jazzmusikern wie Bob Brookmeyer, Eddie Harris, Clark Terry, Nils Landgren und Egil Johansen und begleitete die schwedischen Sängerinnen Helen Sjöholm, Louise Hoffsten, Sara Isaksson, und Rebecka Törnqvist. Er arbeitete auch mit Mikael Rickfors, Claes Janson, Orphei Drängar, dem Chor Allmänna Sången aus Uppsala, dem Sinfonieorchester Sundsvall und Uppsala Kammarsolister zusammen.
Widmark wurde im Herbst 2005 Gastgeber der Fernsehsendung Alben bei SVT2. Widmark hat seit 1990 elf Tonträger unter eigenem Namen veröffentlicht, unter anderem Improvisationen über Psalmen und Hymnen aus dem 16. Jahrhundert.
Der Musiker erlag einen Tag nach seinem 61. Geburtstag einer nur wenige Tage zuvor publik gemachten Krebserkrankung.

## Preise und Auszeichnungen
Widmark erhielt 2001 ein Stipendium der Schwedischen Urhebervereinigung Sveriges kompositörer och textförfattare. 2003 wurde er mit Helen Sjöholm mit einem Grammis für das Album Genom varje andetag ausgezeichnet.
2005 erhielt er das Jan Johansson-Stipendium. Für das Album Resonanser erhielt er 2016 gemeinsam mit Allmänna Sången einen Grammi.

## Diskographie (Auswahl)
- 1990 – Sylvesters sista resa
- 1993 – Anders Widmark and The Soul Quartet
- 1994 – Holly Hannah
- 1995 – Freewheelin
- 1996 – Anders Widmark
- 1997 – Psalmer
- 1997 – Steve Dobrogosz, Bobo Stenson, Anders Widmark, Esbjörn Svensson Solo Flights
- 2000 – Carmen[7]
- 2004 – Hymn
- 2006 – Waiting for a Train
- 2010 – Visor
- 2012 – Dag Hammarskjöld – Vägmärken
- 2014 – Horses on the Run